# Michel van den Heuvel
Michel van den Heuvel (Eindhoven, 15 juli 1964) is een Nederlandse hockeycoach.

## Loopbaan
Van den Heuvel was als trainer actief bij Oranje Zwart van 1999 tot en met 2004, dat in die periode op jacht was naar het eerste landskampioenschap in de historie van de club. Twee keer werd de finale om het landskampioenschap verloren onder zijn leiding. Na de zomer van 2004 ging hij aan de slag bij HC Bloemendaal. Onder zijn leiding wonnen de Musschen drie landstitels op rij. Nadien werd hij aangesteld als bondscoach van de Nederlandse hockeyploeg. Hoewel het Van den Heuvels grote ambitie was om bondscoach te worden, kon hij met deze ploeg geen grote prijzen pakken. Door een verschil in het te voeren beleid richting de Olympische Spelen 2012, werd hij begin april 2010 ontslagen door de Koninklijke Nederlandse Hockeybond en later opgevolgd door Paul van Ass. Na de zomer van 2010 werd hij bondscoach van de Pakistaanse hockeyploeg om ze klaar te stomen voor de Olympische Spelen 2012 in Londen. Wegens contractbreuk werd hij op 15 maart 2012 abrupt door de Pakistaanse bond ontslagen.
Na de Olympische Spelen keert Van den Heuvel terug bij zijn oude club Oranje Zwart als coach van de mannen. Hij tekende in januari 2012 een contract voor vier jaar. In zijn eerste seizoen verloor hij de finale van de play-offs om het landskampioenschap van Rotterdam. Het seizoen 2013-2014 behaalde Van den Heuvel het landskampioenschap met Oranje Zwart, en haalde hij de finale van de Euro Hockey League, welke na shoot-outs werd verloren van Harvestudehuder. Het seizoen 2014-2015 werd het meest succesvolle seizoen in de geschiedenis van Oranje Zwart, waarin zowel het landskampioenschap werd behaald als de Euro Hockey League werd gewonnen. Van den Heuvel is sinds 2016 erelid van Oranje Zwart.

## Belangrijke resultaten

### Oranje Zwart
- 2002 Europacup II
- 2004 Europacup II
- 2014 Landskampioen
- 2015 Landskampioen
- 2015 Europees Kampioen
- 2016 Landskampioen

### Bloemendaal
- 2006 Landskampioen
- 2006 Europacup II
- 2007 Landskampioen
- 2008 Landskampioen
- 2019 Landskampioen hoofdklasse

### Oranje
- 2009  EK hockey te Amstelveen (Ned)
- 2010  WK hockey te New Delhi (Ind)

### Persoonlijk
- 2014 Gouden Uil, beste trainer van de Hoofdklasse
- 2015 Gouden Uil, beste trainer van de Hoofdklasse